# Maki Tabataová
Maki Tabataová (japonsky 田畑 真紀, Tabata Maki; * 9. listopadu 1974 Mukawa, Japonsko) je bývalá japonská rychlobruslařka.
Prvního Mistrovství světa juniorů se zúčastnila v roce 1991 (11. místo), roku 1993 na tomto šampionátu získala bronzovou medaili. V závodech Světového poháru pravidelně nastupovala od roku 1993, startovala na Zimních olympijských hrách 1994, kde v závodě na 1500 m dojela šestnáctá. Na Mistrovství světa ve víceboji debutovala v roce 1995 devátým místem. První seniorskou medaili získala v roce 1999, kdy poprvé vyhrála Mistrovství Asie. Kontinentální šampionát vyhrála v následujících letech ještě pětkrát. Po roce 2000 vybojovala také několik stříbrných a bronzových medailí na mistrovstvích světa. Startovala na zimních olympiádách v letech 2002, 2006 a 2010, přičemž jejím nejlepším individuálním výkonem bylo šesté místo v závodě na 3000 m na ZOH 2002. Na hrách ve Vancouveru 2010 získala s japonským týmem stříbrnou medaili ve stíhacím závodě družstev. Následující dvě sezóny vynechala, opět začala závodit na podzim 2012. Zúčastnila se Zimních olympijských her 2014, kde v závodě na 1500 m skončila na 25. příčce.